# José Maria de Almeida Belém
José Maria de Almeida Belém foi o terceiro barão de Belém por decreto imperial de 26 de março de 1884. Serviu como coronel da Guarda Nacional.